# Liste der Stolpersteine in Etterbeek

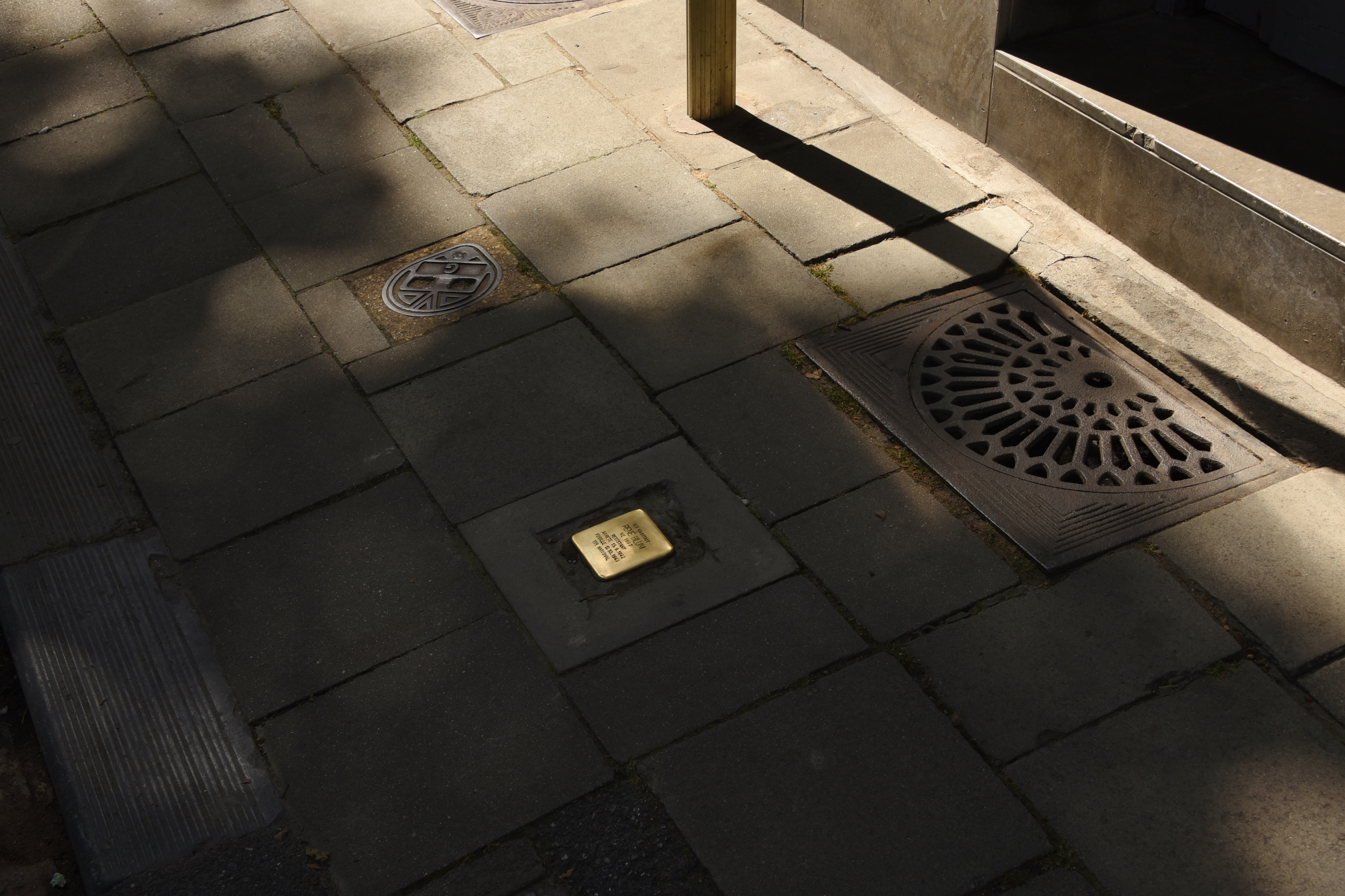
Stolperstein in Etterbeek

Die Liste der Stolpersteine in Etterbeek umfasst jene Stolpersteine, die vom Kölner Künstler Gunter Demnig in der belgischen Gemeinde Etterbeek verlegt wurden. Etterbeek ist eine von 19 Gemeinden der zweisprachigen Region Brüssel-Hauptstadt. Stolpersteine erinnern an das Schicksal von Menschen aus dieser Region, die von Nationalsozialisten ermordet, deportiert, vertrieben oder in den Suizid getrieben worden sind. Sie wurden von Gunter Demnig verlegt, im Regelfall vor dem letzten selbstgewählten Wohnort des Opfers.

## Verlegte Stolpersteine
Bis Mai 2022 wurden an fünf Adressen in Etterbeek jeweils ein Stolperstein verlegt.
| Stolperstein | Übersetzung | Verlegeort                                 | Name, Leben |
| ------------ | --- | ------------------------------------------ | --- |
|              | HIER WOHNTE RENÉ BLUM GEBOREN 1897 WIDERSTANDSKÄMPFER VERHAFTET 15.9.1942 FÜSILIERT 12.10.1943 TIR NATIONAL                 | Avenue des Casernes 61                     | René Blum wurde am 18. Juni 1897 in Lüttich geboren. Er war Widerstandskämpfer und wurde am 15. September 1942 verhaftet, im Fort Breendonk inhaftiert und wegen Spionage zum Tode verurteilt. René Blum wurde am 12. Oktober 1943 auf dem Tir National bei Schaerbeek durch ein Erschießungskommando hingerichtet. |
|              | HIER WOHNTE MARCEL DEMONCEAU GEBOREN 1914 WIDERSTANDSKÄMPFER VERHAFTET 10.7.1943 FÜSILIERT 22.2.1943 BREENDONK TIR NATIONAL | Rue de Theux 84                            | Marcel Stanislas Demonceau wurde am 10. Dezember 1914 in Lüttich geboren. Er war Widerstandskämpfer, wurde am 11. Juli 1943 verhaftet im Fort Breedonk inhaftiert und gefoltert. Er wurde wegen Spionage und Feindeshilfe zum Tode verurteilt. Marcel Stanislas Demonceau wurde am 22. Februar 1943 auf dem Tir National bei Schaerbeek von einem Erschießungskommando hingerichtet. |
|              | HIER WOHNTE ALBERT MEURICE GEBOREN 1904 WIDERSTANDSKÄMPFER VERHAFTET 12.8.1943 BREENDONK FÜSILIERT 7.3.1944 TIR NATIONAL    | Rue Albert Meurice 15 damals Rue du Parvis | Albert Meurice wurde am 15. September 1904 in Saint-Gilles geboren. Er war verheiratet mit der aus Gent stammenden Céline Van Den Hauwaert (geboren 1905). Das Paar hatte zwei Töchter: Jeannine (geboren 1930) und Claudine (geboren 1936). Meurice war als Elektriker bei der Gemeinde Etterbeek angestellt. Er wurde nach dem Beginn des Zweiten Weltkrieges mobilisiert, kämpfte in der belgischen Armee. Ihm gelang die Flucht, kehrte nach Hause zurück und wurde Widerstandskämpfer. Meurice war in der Mouvement national belge und im Netzwerk Marc. Verantwortlich war er für den Druck und Vertrieb von Flugblättern und Untergrundzeitungen. Am 12. August 1943 wurde er in seiner Wohnung von der Gestapo verhaftet und im Fort Breedonk inhaftiert. Albert Meurice wurde am 7. März 1944 auf dem Tir National bei Schaerbeek von einem Erschießungskommando hingerichtet. Ihm wurde postum die Medal of Freedom verliehen. Die Straße, in der er gewohnt hatte, wurde ihm zu ehren umgewidmet und trägt nun seinen Namen. Seine Tochter Claudine veröffentlichte ein Buch über die Zeit des Widerstandskampfes ihres Vaters unter dem Titel "Souvenez-vous". |
|              | HIER WOHNTE OMER VANDEUREN GEBOREN 1914 WIDERSTANDSKÄMPFER VERHAFTET 30.11.1942 BREENDONK FÜSILIERT 13.1.1943 TIR NATIONAL  | Rue de Ramskapelle 14                      | Omer Vandeuren wurde am 19. Juli 1914 in Jumet geboren. Er war Kriminalinspektor und hatte zwei Söhne. Vandeuren war im Widerstand tätig, spionierte, half beim Transport von Waffen und Sprengstoffen und hatte eine Liste erstellt von Kontaktpersonen zu den Deutschen. Am 30. November 1942 erfolgte seine Verhaftung durch die Sicherheitspolizei. Nach seiner Inhaftierung im Militärgefängnis von Saint-Gilles wurde er in das Fort Breedonk überstellt. Am 5. und 8. Januar 1943 wurden in Brüssel Anschläge auf Wehrmachtsangehörige verübt und ein Anschlag auf die Eisenbahnlinie zwischen Louvain und Aerschot. Als Vergeltungsmaßnahme für diese Anschläge verurteilte der deutsche Militärgouverneur 19 Insassen des Lagers Breedonk zum Tod. Omer Vandeuren wurde am 13. Januar 1943 auf dem Tir National bei Schaerbeek von einem Erschießungskommando hingerichtet. |
|              | HIER WOHNTE EMILE VANLERBERGHE GEBOREN 1901 WIDERSTANDSKÄMPFER VERHAFTET 15.9.1942 FÜSILIERT 12.10.1943 TIR NATIONAL        | Rue Général Fivé 8                         | Emile Vanlerberghe wurde 1901 geboren. Er wurde auf Grund seiner Widerstandstätigkeit am 15. September 1942 verhaftet. Emile Vanlerberghe wurde am 12. Oktober 1943 auf dem Tir National bei Schaerbeek von einem Erschießungskommando hingerichtet. |

## Verlegedaten
- 28. November 2018: Avenue des Casernes 61, Rue de Theux 84
- 17. Oktober 2019: Rue Albert Meurice 15, Rue de Ramskapelle 14, Rue Général Fivé 8